# Équipe de Madagascar féminine de rugby à sept
L'équipe de Madagascar féminine de rugby à sept est l'équipe qui représente Madagascar dans les principales compétitions internationales de rugby à sept.

## Histoire
L'équipe de Madagascar féminine de rugby à sept est formée en 2008, dans le cadre d'un tournoi régional organisé à La Réunion.
Après s'être inclinées lors des qualifications aux Jeux olympiques d'été, l'effectif de l'équipe est largement remanié en vue de la Coupe du monde de rugby à sept 2022 ; Madagascar se qualifie pour cette dernière via le championnat d'Afrique, marquant sa première participation à une compétition majeure de rugby à sept,.

## Palmarès
- Championnat d'Afrique féminin :
  - Finaliste : 2022.